# NiNa (アルバム)
『NiNa』（ニナ）は、NiNaのアルバム。

## 解説
NiNa唯一のアルバム。
ブックレットはYUKIによる日英対訳付。

## 批評
平山雄一は「YUKIとケイトの表現力豊かなボーカルと佐久間正英のサウンド、トム・デュラックのエンジニアリング、そして不思議プランナーの島武実のパワーが合わさって、アイデアとイマジネーションが非常に高いクオリティで実現されている。良い音楽と楽しい音楽が『長生きする音楽』になったと言ってもいいだろう。また、英語と日本語の交じり合った独特の世界もユニークだ。それ以上にどこか1970年代末のニュー・ウェイヴムーブメントにあったポップな冒険心を感じるところに『NiNa』の真価があるようだ」と称している。

## 収録曲
全編曲：Masahide Sakuma,NiNa
1. Take 27
  - 作詞：Kate, Yuki 作曲：NiNa

テクノサウンドでフェードインして、徐々に音量が大きくなってきた所で「…we're NiNa」と声がして終わる[2]。
2. Super Hero
  - 作詞：Kate, Yuki 作曲：Masahide Sakuma, Kate, Yuki

NINaの楽曲として最初に制作した曲[1]。
仮タイトルは「スーパー・ナッツ」だった[1]。
3. Hairspray
  - 作詞：Kate 作曲：Masahide Sakuma, Kate, Yuki

チープさのあるオルガンとシンプルなギターのカッティングが主体のナンバー[2]。
活動初期のB-52'sを意識したアレンジにしている[2]。
4. Aurora Tour
  - 作詞：Kate, Yuki 作曲：Masahide Sakuma, Kate, Yuki

2枚目のシングル。
5. In The Park
  - 作詞：Kate 作曲：Masahide Sakuma, Kate
6. Rest In Peace
  - 作詞：YuKi 作曲：Masahide Sakuma, Yuki

アニメ版『アークザラッド』エンディングテーマ（後期）
楽曲のタイトルは「冥福を祈る」という意味を込めている[2]。曲の始まりと間奏と最後にYUKIによる語りが入る。
一部除いてほぼ日本語詞である。
7. Hashi Yasume
  - 作曲：Masahide Sakuma

インスト。ドラムマシンのループ音にピアノを絡ませている構成[2]。
8. Route 246
  - 作詞：Kate, Yuki 作曲：Masahide Sakuma, Kate, Yuki

三菱・RVR CMソング。
国道246号をテーマにした曲[2]。
9. Happy Tomorrow
  - 作詞：Kate, Yuki 作曲：Masahide Sakuma, Yuki

1枚目のシングル。
アニメ版『アークザラッド』エンディングテーマ（前期、最終回）、ドラマ『彼女たちの時代』主題歌。
10. Old Delhi
  - 作詞：Kate, Yuki 作曲：Masahide Sakuma, Kate, Yuki
11. I Remember You
  - 作詞：Kate 作曲：Masahide Sakuma, Kate

Rest In Peaceと同じメロディーだが、この曲のボーカルはケイトのみであり、歌詞も異なる。
12. Film
  - 作詞：Kate 作曲：Masahide Sakuma, Kate
13. When I Ask You
  - 作詞：Yuki 作曲：Masahide Sakuma, Yuki